# Constitución (1815)
La Goleta Constitución fue un buque corsario al servicio de las Provincias Unidas del Río de la Plata durante la lucha por la independencia de Argentina y la liberación de Chile.

## Historia
La goleta o queche Constitución, de origen norteamericano, desplazaba 235 t y tenía 28 m de eslora, 8,75 de manga, 5,60 de puntal y 2,90 m de calado medio. Pertenecía a Andrés Barrios —o Andrés del Barrio, nacido Andrea Bari y originario de Pisa (Italia), bisabuelo de Arturo Prat—, quien luego de residir en Concepción se había afincado en Buenos Aires. Barrios era armador y capitán también de la Carmen, con la cual comerciaba desde al menos el 1800 entre Chile y Buenos Aires. 
Tras el desastre de Rancagua y la caída de Chile en mano de los realistas, muchos patriotas de Santiago emigraron a Mendoza, capital de la gobernación de Cuyo en la Argentina, último territorio emancipado. Entre ellos se encontraba el presbítero Julián Uribe, miembro de la Junta de gobierno y aliado de los hermanos Carrera.
La actitud de José Miguel Carrera obligó al general José de San Martín, quien gobernaba ya Cuyo y trabajaba en la formación del ejército de los Andes, a desarmar a sus seguidores y remitirlos a la ciudad de Buenos Aires, Uribe entre ellos. 
A su llegada fueron auxiliados por Carlos María de Alvear, quien al poco tiempo asumió el cargo de Director Supremo de las Provincias Unidas del Río de la Plata. Mientras Carrera conseguía apoyo para ser reconocido como gobierno de Chile y obtenía recursos para montar una expedición a Coquimbo y reiniciar así la lucha, el presbítero Julián Uribe propuso un plan para atacar a los españoles de Chile y de la costa del océano Pacífico, hostilizando la navegación y el comercio español a lo largo de Valparaíso, Coquimbo, Atacama, Arequipa, El Callao y Guayaquil. 
El proyecto había sido delineado por Andrés Barrios. Tras la exitosa Campaña Naval de 1814, encabezada por Guillermo Brown que forzó la caída de Montevideo, Barrios transportó con la Constitución sin cargo alguno 200 soldados desde esa plaza a Buenos Aires. Posteriormente, Barrios prestó la Constitución al estado a condición de que se le diesen solo $4000 pese a que su valor era de $6200, de lo que dejó constancia Brown: "este individuo [Barrios] obló su buque y servicios personales para una ocurrencia tan interesante al país, por una cantidad ínfima". Como de los 4000, "sólo había recibido $1950 con la garantía de Miguel de Irigoyen", Barrios devolvió el dinero y recuperó el buque.
Tras ver frustrada la venta de la Constitución al estado, a mediados de 1815 Barrios la ofreció para destinarla al corso, propuesta que fue aceptada el 23 de mayo. Finalmente, Uribe recaudo entre sus compatriotas los fondos necesarios para asociarse a Barrios en la propiedad de la nave. 
Uribe solicitó el apoyo del comandante de la escuadra argentina, Guillermo Brown, quien aceptó sumarse con la fragata Hércules (que le había sido obsequiada por sus servicios) y convenció a las autoridades de aportar el bergantín Trinidad.
A los fines de adaptarla para la campaña y al decir de su Comandante propietario Andrés Barrios "se ha subdividido su bodega en varias partes y se han hecho otras varias obras". La tripulación reclutada sumaba un centenar de hombres, principalmente chilenos, pero también irlandeses, norteamericanos, suecos, italianos e ingleses. 
A la caída de Alvear, mientras José Miguel Carrera partía a Estados Unidos, Uribe con el apoyo de Brown continuó con su proyecto. 
El 20 de septiembre de 1815 Andrés Barrios recibió del gobierno la correspondiente Patente de Corso, la N° 27, con fianza de Miguel de Irigoyen. Barrios figuraba al comienzo como comandante, pero fue reemplazado a último momento por el teniente coronel de marina Oliverio Russell. Los pilotos eran Ricardo Chea, Andrés Mates y Timoteo Nilleard, el comisario de a bordo Marcelino Victoriano, el contramaestre Federico Numan, carpintero Nicolás Jansen, calafatero Antonio Días, condestable Magnum Miller, despensero Elik Grin, los marineros Deanburge, Roberto Herruti, Federico Peterson, Carlos Nicolás, Juan Hancik, Juan Andrés, Roberto Kelly, Matías Linstrom, José Vera, Juan José Roxas, Francisco Ordoñes, José Yeone, Francisco Bernal, Juan Olsson, Thomas Nicolas, Pedro de Voa, Felipe Cafpt, Vicente Cruz y Cirilo Cárdenas, los artilleros Rafael Freire, Bonifacio Victoriano, Nicolás Maruri, Thomas Martínez, Juan Ivieta, Lucas Novoa, Clente Navajeta, Francisco Melo, Juan Uribe, Jorge Felipe, José Vaver y Roberto Grein.
El gobierno aportó el armamento y pertrechos necesarios para la campaña de corso pero también para reclutar y armar un ejército patriota en Chile. La Relación de la artillería, juegos de armas, municiones y demás pertrechos de guerra que por Orden Superior se han entregado al Comandante del queche Constitución Andrés Barrios detallaba entre otras cosas la provisión de 1 cañón de bronce de a 16, 2 cañones de hierro de a 8 y 4 cañones de a 4, 210 tarros de metralla, 100 balas de a 16, 200 de a 8, 400 de a 4, 30 palanquetas de a 16, 12 quintales de pólvora, 2 quintales de cuerda mecha, 1000 cartuchos de fusil, 100 piedras de chispa para pistola, 50 piedras de fusil, etc. La cantidad y peso de lo cargado fue tan considerable que provocó grandes dificultades al buque durante su travesía e influyó probablemente en su trágico final.
Para dar libertad de acción a Uribe, las instrucciones eran amplias: hostilizar, apresar o incendiar todo buque con bandera española, bloquear las plazas españolas del Pacífico, adquirir información sobre la situación general de Chile y Perú y sobre las fuerzas terrestres y navales que allí posean los realistas y patriotas, conocer la opinión de los insurgentes y fomentar y apoyar sus actividades y operaciones, introducir clandestinamente proclamas y escritos revolucionarios, etc.
En pocos meses la flota estaba lista. La componían la fragata Hércules, comandada por el cuñado de Brown Walter Dawes Chitty, el bergantín o sumaca Trinidad al mando de Miguel Brown, el bergantín Halcón, del capitán Hipólito Bouchard, cuyo jefe de armas era el futuro jefe de Estado de Chile, Ramón Freire y la goleta Constitución, también conocida como Uribe, al mando de Oliverio Russell. 
Brown abrió la campaña el 15 de octubre de 1815 con la Hércules y la Trinidad, seguido a fines de ese mes por la Halcón y la Constitución que enarbolaba una bandera negra en señal de "guerra a muerte". Tras intentar repostar en Montevideo, donde sus fuertes cañonearon a ambos buques en razón del conflicto entre Buenos Aires y el caudillo Gervasio Artigas, pusieron proa hacia el Atlántico Sur teniendo una travesía sin contratiempos hasta arribar al Cabo de Hornos a fines de 1815, donde encontraron un temporal con fuertes ráfagas de viento, lluvias y niebla.
La división de Brown ya había sufrido averías considerables al doblar el Cabo de Hornos y fue empujada muy al sur llegando a los 65° de latitud sur. Allí encontró un horizonte despejado, sereno y sin hielos, que Brown consideró "signos indicativos de no estar muy distante de tierra". Brown había sobrepasado las islas Shetland del Sur alcanzando latitudes nunca logradas en el que sería llamado Mar de Bellingshausen. Tras regresar al estrecho de Magallanes, consiguieron llegar al Pacífico y reunirse en la isla Mocha con Bouchard, iniciando la campaña corsaria. 
Por su parte, la Constitución fue también arrastrada hacia el océano Glacial Antártico pero su lento andar y el excesivo peso del cargamento que llevaba a bordo le impidieron sobrellevar el trance y en algún punto cercano a las Shetlands del Sur se hundió pereciendo Russell, Uribe y toda su tripulación.